# Liste des étoiles les plus anciennes
L'âge des étoiles les plus anciennes connues approchent l'âge de l'Univers, qui est d'environ 13,8 milliards d'années. Certaines d'entre elles font partie des premières étoiles de population II, issues du début de la réionisation, époque qui met fin aux âges des ténèbres. Les âges des ténèbres débutent vers 380 000 ans après le Big Bang avec la recombinaison et s'achèvent vers 100 million d'années après le Big Bang au décalage vers le rouge de z 30 et le début de l'aube cosmique.
La période de l'aube cosmique (z 30 - z 10) ouvre l'époque de la réionisation et voit la naissance des premières étoiles de population III - dont aucune n'a encore été détectée - et des premières galaxies.
Cette liste comprend les étoiles âgées de plus de 12 milliards d’années, soit environ 87 % de l’âge de l’univers.

## Liste
| Nom                      | Age (Ga)      | Masse (M⊙) | Distance A.L. | Localisation                        | Notes  |
| ------------------------ | ------------- | ---------- | ------------- | ----------------------------------- | ------ |
| 2MASS J22132050-5137385  | 13,60         | 0,80       | 6 560         | Voie lactée                         | [ 2 ]  |
| 2MASS J18082002−5104378  | 13,53         | ~0,76      | 1 950         | Disque mince de la Voie lactée      | [ 3 ]  |
| SMSS J031300.36-670839.3 | 13,40         | ~0,75      | 6 000         | Halo galactique de la Voie lactée   | [ 4 ]  |
| TOI-157                  | 12,82         | 0,948      | 1 180         | Voie lactée                         | [ 5 ]  |
| PSR B1620−26             | 12,70 - 11,20 | 1,35       | 12 400        | Amas globulaire Messier 4           | [ 6 ]  |
| Gliese 414               | 12,40         | 0,65       | 38,70         | Disque galactique de la Voie lactée | [ 7 ]  |
| BD+44 493                | 13,20 - 12,10 | 0,83       | 666,30        | Disque galactique de la Voie lactée | [ 8 ]  |
| HD 140283                | 12,00         | 0,81       | 200,50        | Halo galactique de la Voie lactée   | [ 9 ]  |
| HR 5455                  | 12,00         | 1,32       |               |                                     | [ 10 ] |